# Estímulo nervoso
Estímulos nervosos são todos os estímulos externos recebidos pelo encéfalo pela parte superior da medula.

## Estímulos voluntários
São aqueles realizados pela vontade do ser em questão, obedecendo suas vontades e desejos, para realizar acções intencionais. Entre essas ações, estão movimentar os membros, apertar algo com as mãos ou caminhar.

## Estímulos involuntários
São aqueles realizados sem a intenção (às vezes, até sem o conhecimento) do ser vivo, sendo reações automáticas às influências do meio externo. Entre essas reações podem ser exemplo o ato de respirar, digerir alimentos e movimentações de resposta, como gritar quando atingido, aumentar a frequência cardíaca em resposta a um susto ou até mesmo levantar a perna ao ter um certo ponto do joelho pressionado.